# Glossosoma minutum
Glossosoma minutum är en nattsländeart som först beskrevs av Martynov 1927.  Glossosoma minutum ingår i släktet Glossosoma och familjen stenhusnattsländor. Inga underarter finns listade i Catalogue of Life.